# Economia comunei Racovița

Bivol venind cu „ciurda” pe Vale'n Sus

Acest articol dezvoltă o secțiune Economia comunei Racovița a articolului principal, comuna Racovița, Sibiu.
Economia comunei Racovița a fost și este încă preponderent agrară. O parte din terenurile agricole aflate în lunca Râului Olt au fost amenajate hidrografic în vederea construirii Hidrocentralei Electrice Racovița. De asemenea pe terenul de la Butinei a fost construită în perioada regimului comunist o "Întreprindere de selecționare și creștere a porcilor" (I.S.C.I.P). În domeniul agricol se distinge cultura plantelor cerealiere ( grâu secară, porumb, orz, ovăz), tehnice și textile ( sfecla de zahăr (în perioada comunistă), cânepa) și cultura cartofului. În zootehnie, s-a remarcat în trecut creșterea boilor și a bivolilor, aceștia din urmă fiind înlocuiți la sfârșitul secolului al XX-lea de vite. În gospodăriile locuitorilor se regăsesc păsările, caii, porcii și într-o masură mult redusă oile, caprele și măgarii. Din cauza că grădinile locuitorilor aflate în vatra satului sunt de mărime relativ mică, pomicultura este prezentă mai ales în livezile particulare din extravilan, viticultura și legumicultura practicându-se de obicei "pe lângă casă". Apicultura este puțin uzitată de către racoviceni, ea fiind practicată în mod istoric de către locuitorii din Sebeșu de Sus care au o tradiție bogată în domeniu. Pădurile localnicilor fac parte din Composesoratul Braniște Racovița, care le exploatează.
Comerțul s-a desfășurat dintotdeauna prin intermediul magazinelor din sat, numite în trecut "bolte", prin intermediul târgurilor din sat și din localitățile învecinate. Necesarul de carne, racovicenii l-au asigurat întotdeauna prin sacrificarea păsărilor sau a animalelor mici din gospodăriile propri, în trecut au funcționat și câteva măcelării private numite local "fleșării", care vindeau carnea adesea pe datorie și la preț mic. Comețul ambulant a fost și este reprezentat de olarii din părțile secuiești, ciubărarii și grecii cu mărunțișuri, mărginenii din Tălmăcel și Sadu precum și de țiganii "ungurești" și cortorarii.
Principala unitate economică aflată pe teritoriul comunei este Centrala Hidroelectrică Racovița inaugurată de către prim-ministrul României, Victor Ponta în data de 19 decembrie 2013. Centrala are o putere instalată de circa 31,5 MegaWați, ea având instalate două hidroagregate verticale de tip Kaplan. Centrala are dimensionată o producție anuală de 73,99 GigaWațiOră. Întregul sistem hidroenergetic se desfășoară pe o lungime de 8,6 km cu o suprafață de 334,89 de hectare. Volumul total al lacului de acumulare este de 14,83 milioane de metri cubi. Digul drept al malului lacului de acumulare are o lungime de 4,657 km, cel stâng de 14,775 km.

## Istoric agricol
| Categoria de folosință | 1845            | 1927            |
| ---------------------- | --------------- | --------------- |
| Arabil                 | 997.63          | 1056            |
| Fânețe                 | 334.82          | 772             |
| Grădini                | 67.18           | lipsă date      |
| Pășuni                 | 250.75          | 718             |
| Păduri                 | 2501.89         | 1524            |
| Unitate de măsură      | Un jugăr=5775mp | Un jugăr=5775mp |

Cele mai vechi date găsite până acum privind întinderea suprafețelor de teren ale satului aparțin secolului al XIX-lea, astfel în anul 1845 aceasta era de 4152.27 jugăre, pentru ca în 1881 ea să crească la 6417 jugăre așa cum se consemnează în recensământul general din 1910 și-n anii următori în diferite publicații cu caracter statistic. În linii mari suprafața terenurilor a rămas aceeași cu toate litigiile cu comunitățile vecine Bradu și Avrig și a reambulărilor ce au avut loc de-a lungul timpului. Ce s-a pierdut prin vânzarea către avrigeni a muntelui „Racoviceanu” în 1914, s-a câștigat prin reforma agrară din 1921 Arhivat în 4 martie 2016, la Wayback Machine., iar ce s-a expropiat în 1937 pe seama Uzinelor „Mîrșa” , s-a compensat prin efectele Reformei agrare din 1945-1946.
Pierderi de terenuri s-au consemnat începând din anii 1960 când au apărut construcții și unități social-economice cum au fost:
- Balastiera Sebeș-Olt.
- Gara C.F.R.
- Blocurile de locuințe ale salariaților Uzinei „Mîrșa” ce au înghițit o parte a pășunii din „Coprine” .
- Întreprinderea de selecționare, creștere și îngrășare a porcilor (I.S.C.I.P.) pe terenul din „Butinei” .
- Terenuri mari au fost amenajate hidrografic pentru construirea hidrocentralei de pe Olt.

Încă de la primele conscripții ale satului se știe că locuitorii practicau o agricultură sedentară, bienală, cu suprafața arabilă împărțită în două „câmpuri” , numite și „hotare” sau „călcălturi” , sistem datând de pe vremea romanilor. Alte denumiri sub care se întâlnesc hotarele satului în conscripțiile secolului al XVIII-lea sunt acelea de „Territorio inferiori” și „Territorio superiori” .
| Anul | „Dealu” și „Racovicioara” | „Fața” și „Valea Lupului” | „Butineiul” și „Coprinele” |
| ---- | ------------------------- | ------------------------- | -------------------------- |
| 1    | grâu                      | porumb                    | ogor                       |
| 2    | porumb                    | ogor                      | grâu                       |
| 3    | ogor                      | grâu                      | porumb                     |

Cu prudența de rigoare se poate considera că „hotarul de jos” se întindea între actualul drum județean Tălmaciu-Racovița-Avrig și râul Olt, iar „hotarul de sus” între drumul amintit și până la poalele pădurilor.
Spre sfârșitul secolului al XVIII, s-a trecut la practicarea unei agriculturi sedentare trienale, după modelul săsesc, numit „Dreifelderwirtschaft” . Potrivit acestuia suprafața arabilă a satului era împărțită în trei „trupuri” (părți), pe fiecare dintre ele semănându-se prin rotație toamna, grâu sau secară și primăvara - ovăz, porumb sau cartofi, în al treilea an terenul fiind lăsat ogor „să se odihnească” conform tabelului.
O singură suprafață de teren nu avea nevoie de un astfel de sistem trienal:lunca Oltului precum și „Mestecănișul” care trebuia să fie „gunoit” (îngrășat).
Aspecte ale agriculturii racovițene, comune cu cele ale altor localități transilvănene sunt:
- Racovița n-a cunoscut marea proprietate și ca urmare, până în anul 1765 iobagii aveau sesii personale, atribuite prin tragere la sorți[8], pe care le lucrau împreună cu familiile lor, plătind dijmele impuse de stăpânitori.
- În timpul graniței militare, sesiile erau nominalizate și decretate indivizibile, rămânând în posesia acelorași familii și după desființarea ei. Până în anul 1851 puține familii aveau două „moșii” ce depășeau împreună 20 de hectare.
- După 1851 a început procesul de divizare a proprietății agricole, proces ce a durat până în anul 1950 când regimul comunist a colectivizat în întregime agricultura satului. Această divizare poate fi exemplificată prin Nicolae Drăgoiu care numai în „Mestecăniș” avea 18 „locuri” (parcele).

| Unelte agricole           | Statistică 1943 |
| ------------------------- | --------------- |
| Mașini de treierat        | 3 buc           |
| Mașini de semănat păioase | 4 buc           |
| Mașini de semănat porumb  | 306 buc         |
| Mașini de bătut porumb    | 1 buc           |
| Trioare                   | 2 buc           |
| Mori cu ciocane           | 1 buc           |
| Grape simple              | 389 buc         |
| Care cu boi               | 204 buc         |
| Căruțe cu cai             | 90 buc          |

Caracteristici ale agriculturii racovițene:
- Creșterea populației și întinderea limitată a suprafețelor arabile a silit locuitorii să lucreze pământul „în parte” , fie în hotarul Racoviței, fie în cel al satelor vecine, în special al Bradului, practică menționată înca din secolul al XVII-lea[9]. În acest context se poate face afirmația că Racovița a fost un sat de „mijlocași” , situație reflectată și în recensământul din 1910, când se consemnează doar 110 locuitori ce posedau peste 10 jugăre de pământ, în timp ce alți 162 se înscriau sub această cotă[10].
- Un procent infim dintre locuitori nu posedau pământ, respectiv țiganii și „străinii” , aceștia din urmă pripășiți prin sat în diferite împrejurări. Și la aceste categorii era însă evidentă tendința de a cumpăra pământ în sat cât și prin satele vecine.
- Până la „colectivizarea” din 1950, fiecare gospodărie avea o „porneală” , respectiv unul sau două atelaje cu vite de tracțiune precum și toate uneltele necesare lucrării pământului, unele în proprietate personală și altele aparținând unor asociați care le puneau la dispoziția tuturor celor interesați.
- Datorită solului sărac, inundațiilor Oltului, anilor secetoși, anilor cu ierni târzii, precipitațiilor asociate frecvent cu grindina, producția era nesatisfăcătoare la majoritatea culturilor agricole, uneori nu se recolta nici măcar echivalentul sămânței folosite. În situațiile de acest gen, deficitul de cereale se acoperea prin aducerea lor cu „vagonu” din Bărăgan sau Dobrogea, fie de către organe de stat, fie de negustori de meserie cum au fost: Irimie Foarcoș, frații Dionisie și Emilian Stoica.

## Cultura plantelor agricole

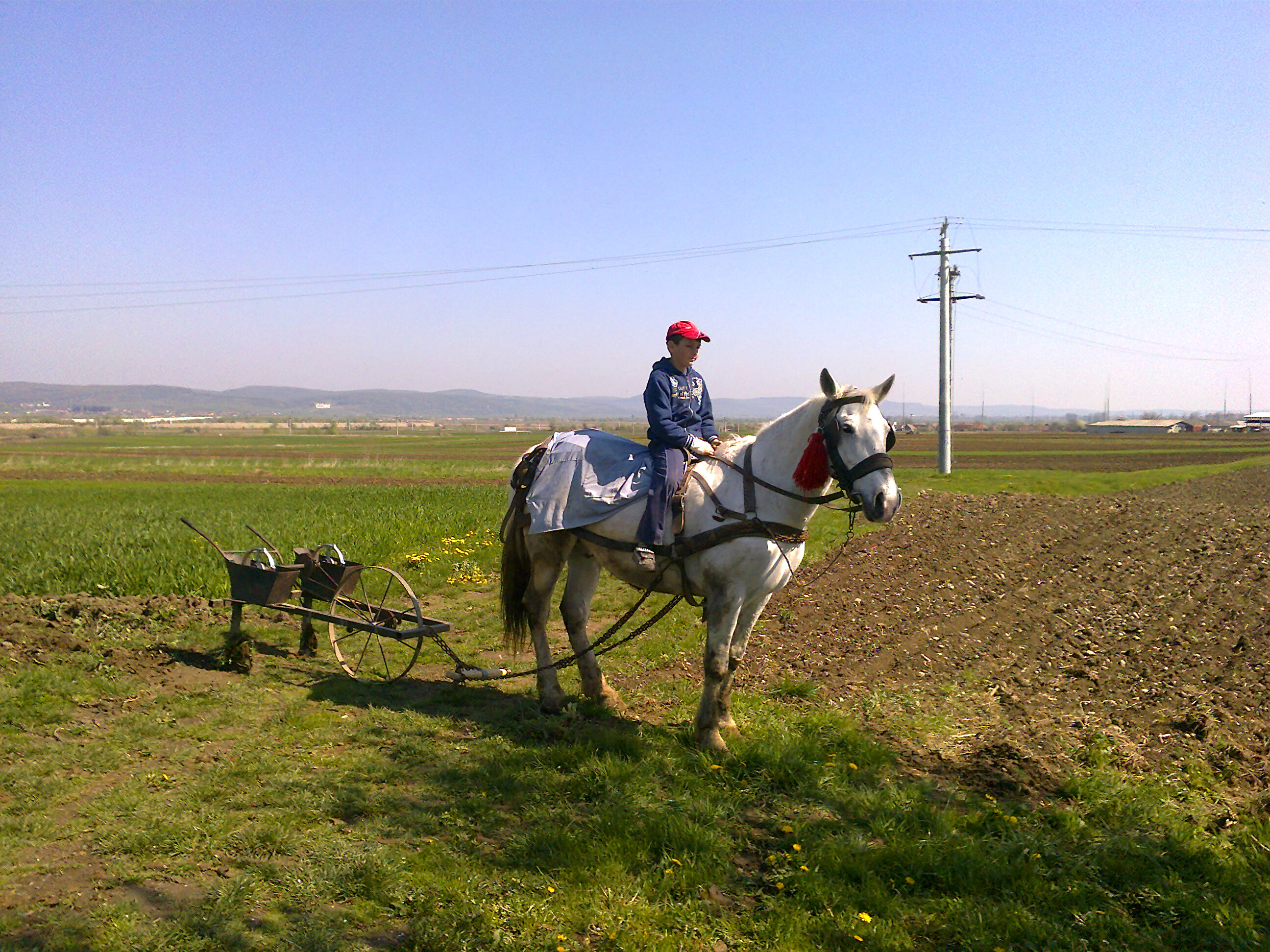
La semănat de porumb (cucuruz) în Mestecăniș. Se poate observa "mașina" de semănat cu cupe tractată de cal. Ea este ținută de mânere de către o persoană, în timp ce călărețul conduce calul pe arătură.

Principalele plante cultivate sunt următoarele:
- Plante cerealiere
  - Grâul. Literatura de specialitate arată că poporul nu se hrănea cu pâine, care era hrana orășenilor și a nobililor, ci cu fierturi de mei, ovăz și orz[11]. Acesta a fost, se pare, motivul pentru care până spre sfârșitul secolului al XIX-lea grâul nu a deținut o pondere semnificativă în culturile satului. Situația s-a schimbat începând cu primele decenii ale secolului al XX-lea când cultura grâului a devenit preponderentă în ansamblul celorlalte culturi.
  - Secara. Dispărută azi din culturile agricole, în trecut era preferată grâului datorită condițiilor locale de sol și climă. Secara se cultiva și pentru paiele sale care legate snopi formau așa zișii "pâși" cu care se acoperea casa în locul șindrilei sau țiglei.
  - Porumbul. Impus în cultură pentru a înlocui meiul, "cucuruzul" a fost cultivat de către grănicerii racoviceni încă din 1777[12].
  - Meiul. Având o perioadă scurtă de vegetație, a fost folosit pentru prepararea mămăligii și "păsatului". A dispărut din rândul culturilor la începutul secolului al XX-lea.
  - Hrișca. Similar meiului.
- Plante cerealire - furajere
  - Orzul și ovăzul. Ambele graminee au fost cultivate din cele mai vechi timpuri fiind folosite atât în alimentație cât și la furajarea animalelor.

- Plante leguminoase

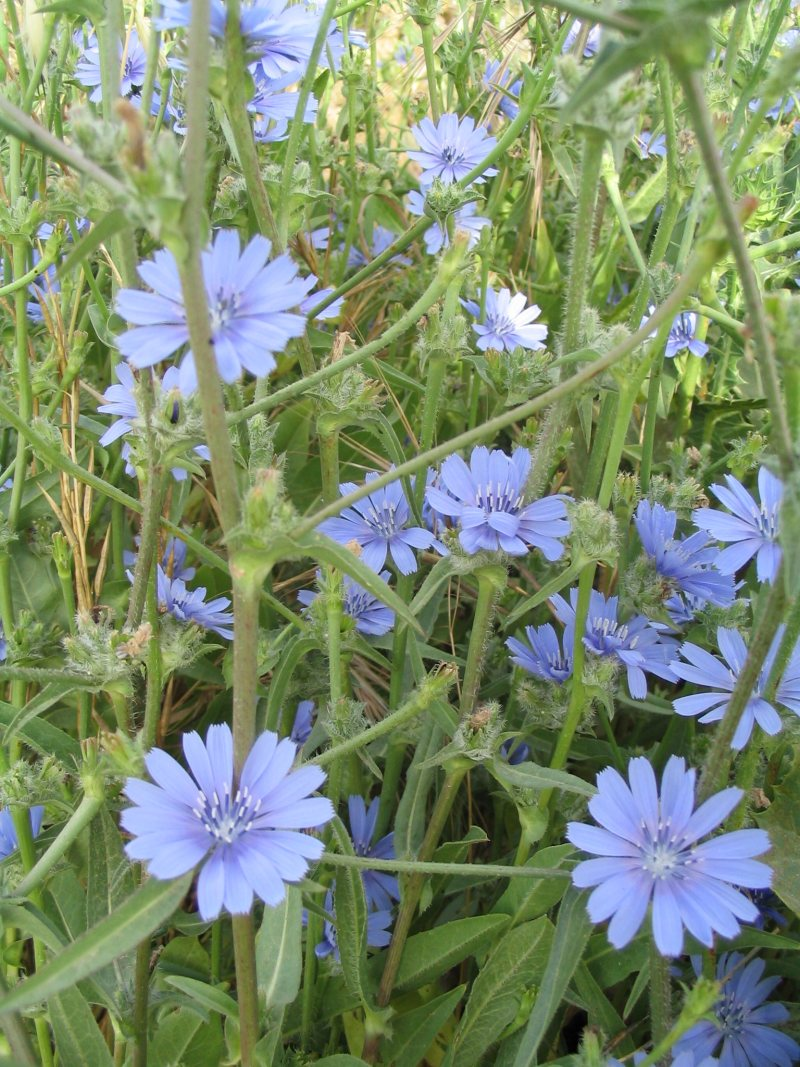
Cicoare

  - Lintea. Cultivată sporadic în culturi singulare.
  - Fasolea albă. Cultivată mai ales în culturi asociate cu porumbul.
- Plante tehnice
  - Sfecla de zahăr. A fost cultivată sporadic după al doilea raboi mondial pe suprafețe mici.
  - Cicoare. A fost cultivată sporadic pe suprafețe mici[13] în timpul când Racovița a fost colectivizată.
- Plante textile
  - Cânepa. În variantele sale "de vară" și "de toamnă", s-a cultivat din cele mai vechi timpuri. Cânepa "de vară" s-a cultivat în parcele separate în așa zisele "cânechiști" din marginea satului, iar cea de "toamnă" numai pe "brezde" sau în capul locurilor semănate cu "cucuruz" folosindu-se la confecționarea funiilor, a căpestrelor și a "hurduzauălor".
  - Inul. Cultivat sporadic, azi dispărut din culturi.
- Plante uleioase
  - Floarea soarelui, rapița, soia, ricinul. Sporadic, pe suprafețe foarte mici.
- Plante furajere. În vederea compensării deficitului de plate furajere, inspirându-se de la sași, racovicenii cultivă trifoiul, "luțerna" și măzărichea adesea în culturi duble, precum și "napii" (sfecla furajeră).
- Cultura cartofului.Aduse din Austria, "crumpenele" după germanul - Grundbirne - adică "pară de pământ", au fost impuse în culturi în perioada de început a graniței militare[14].

Mașină de "mașinit"(de prășit)
Mașină de semănat.
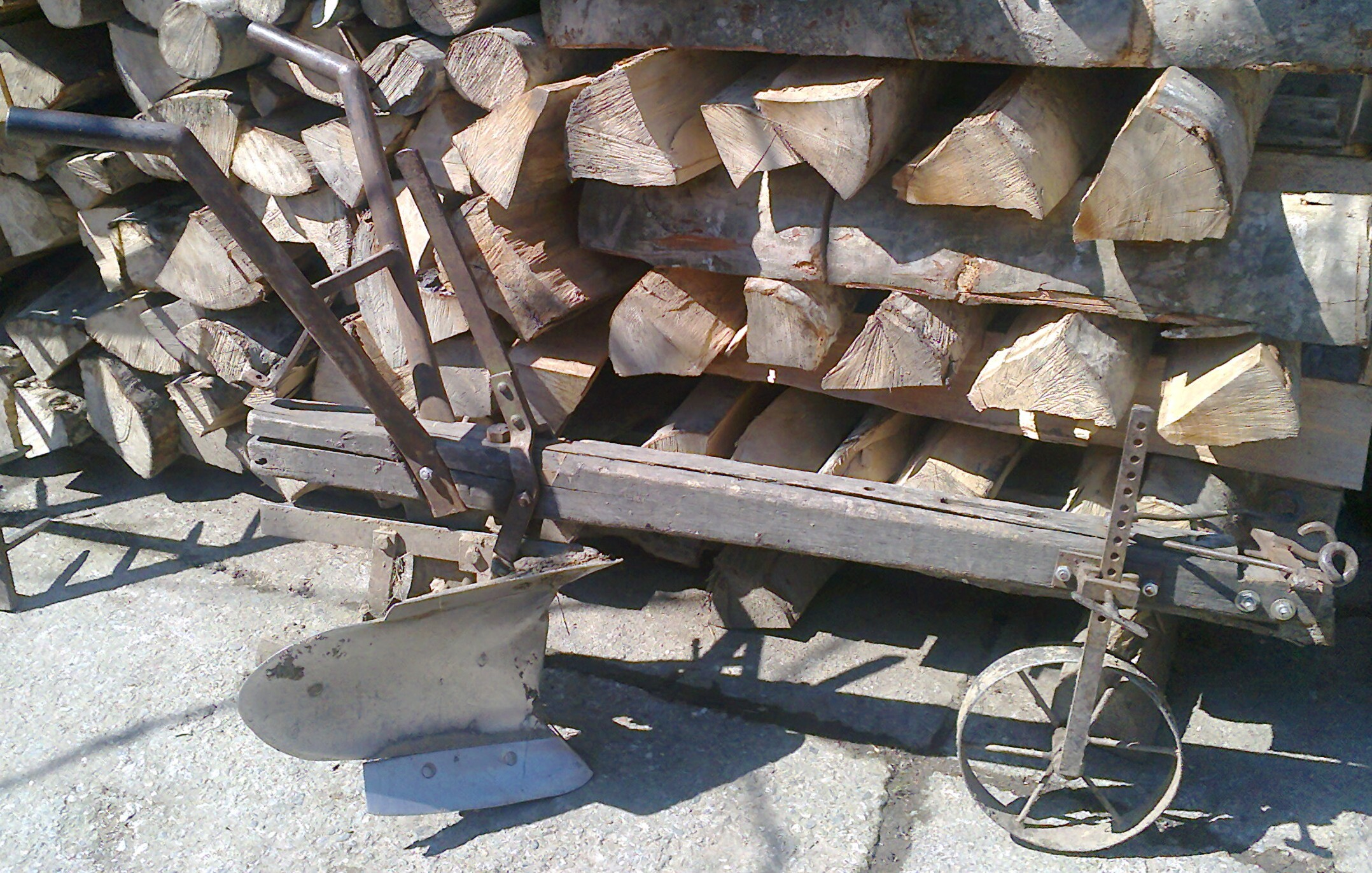
Plug
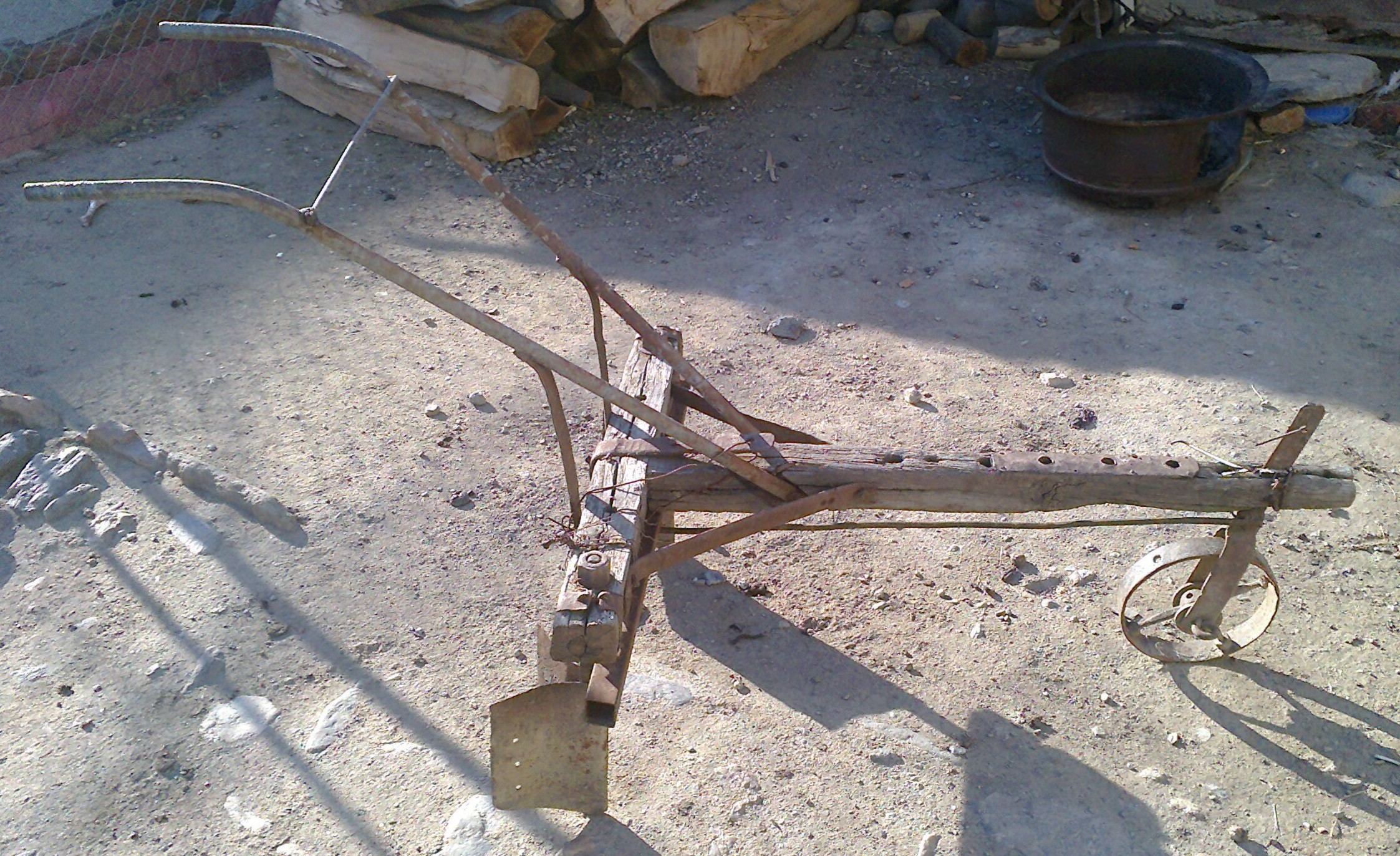
Marcator rânduri de cartofi
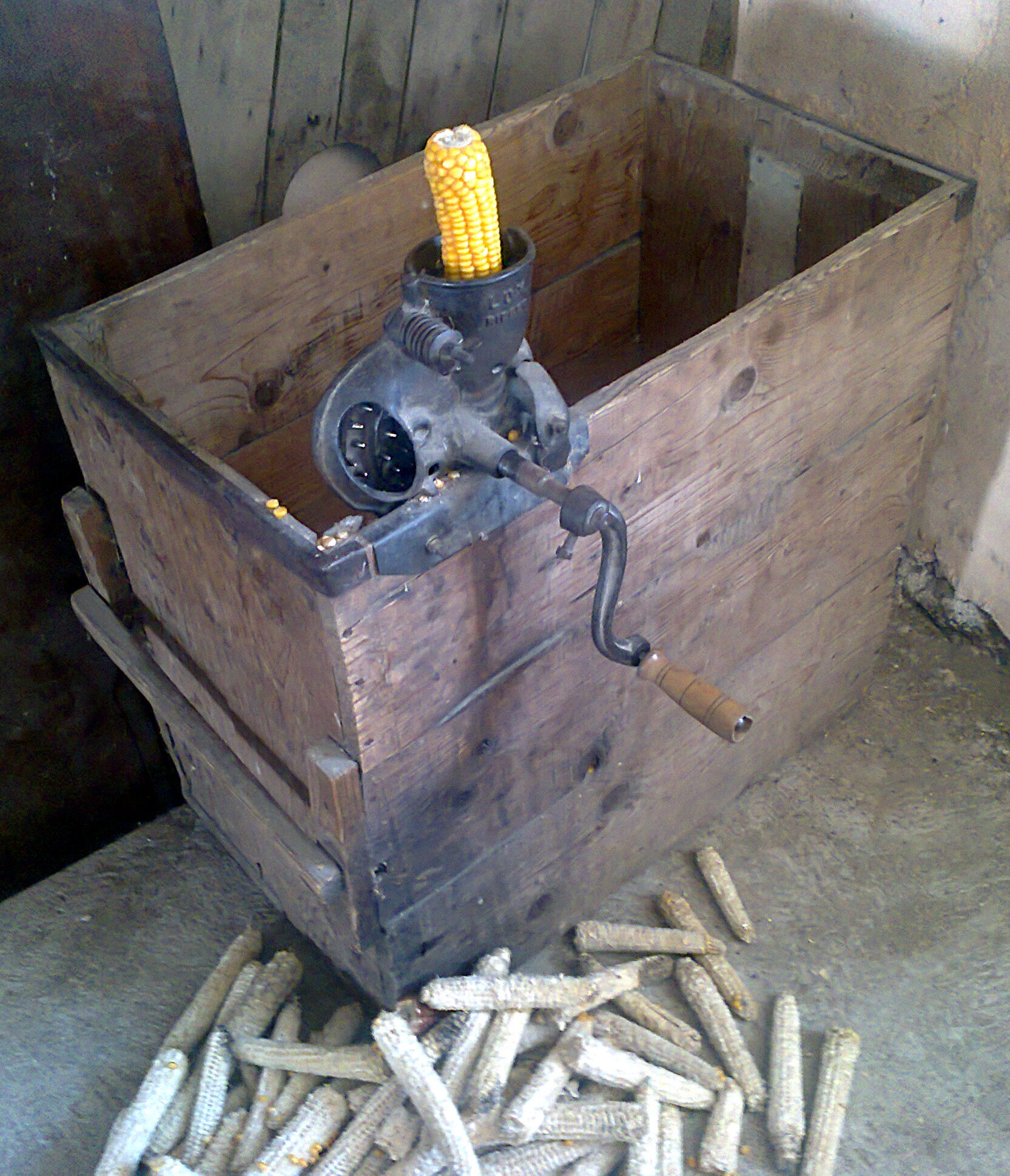
Unealtă de "sfrâmit" (sfărâmat) porumbul
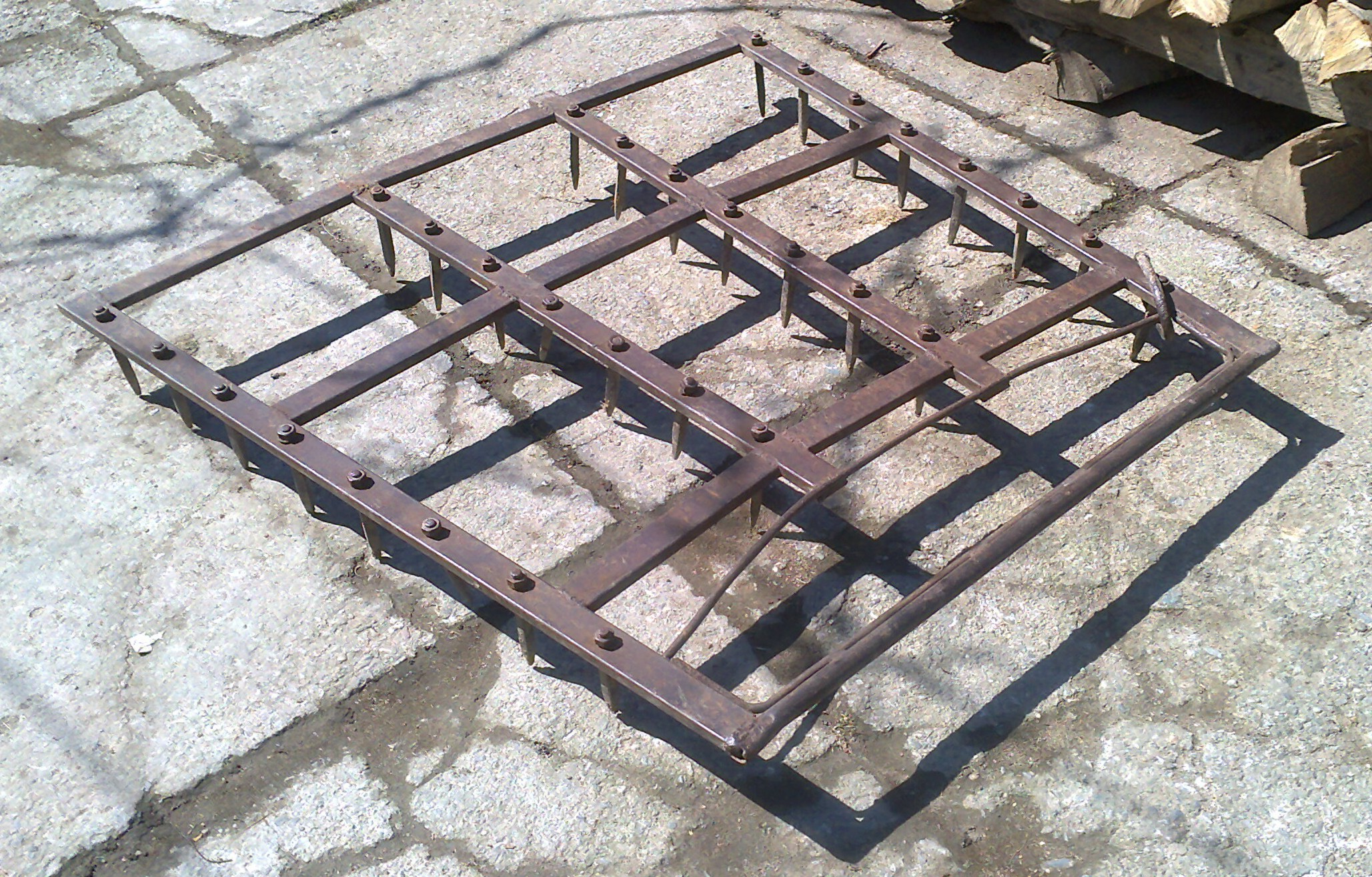
Grapă

## Creșterea animalelor

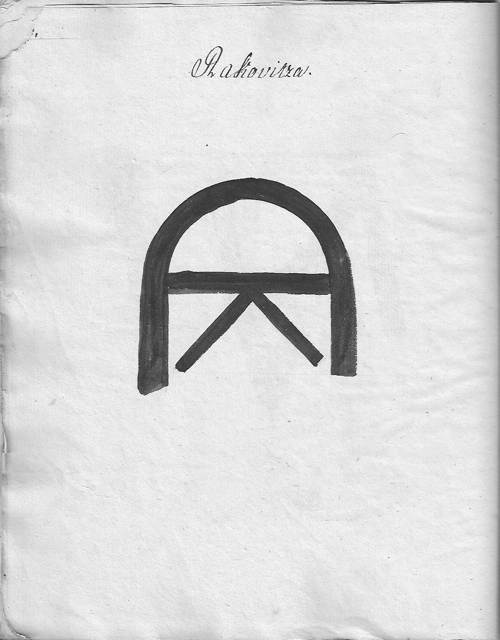
1826, Racovița - însemn pentru vite

Creșterea animalelor a constituit principala ocupație a racovicenilor din cele mai vechi timpuri și până în prima jumătate a secolului al XX-lea, după care, ca efect direct al "colectivizării agriculturii", până la sfârșitul secolului al XX-lea ea a decăzut simțitor având un ușor reviriment o dată cu căderea comunismului. De-a lungul timpului în gospodăriile satului oamenii s-au ocupat cu:
- Creșterea boilor. Aceștia erau nelipsiți din fiecare gospodărie și constituind în mod frecvent baza zestrei tinerilor căsătoriți, boii s-au bucurat de o atenție deosebită în toate timpurile. Ei erau folosiți atât pentru tracțiune cât și pentru carne, tradiția orală consemnând cumpărarea lor de către negustori care-i valorificau la Budapesta sau chiar la Viena.
- Creșterea vacilor. Până la sfârșitul secolului al XIX-lea au fost crescute soiurile "regățenești", scunde încât "dădeai pașu peste ele", care iernau afară legate de "parul de la claie(de fân)". Ulterior acestea au fost primenite cu soiuri de rasa Siementhal și Pintzgau. Demn de menționat este faptul că la 21 septembrie 1903 "Reuniunea română de agricultură din Comitatul Sibiului" a ținut în Racovița o expoziție de vite, prilej cu care mulți racoviceni au fost premiați pentru exemplarele expuse[16].

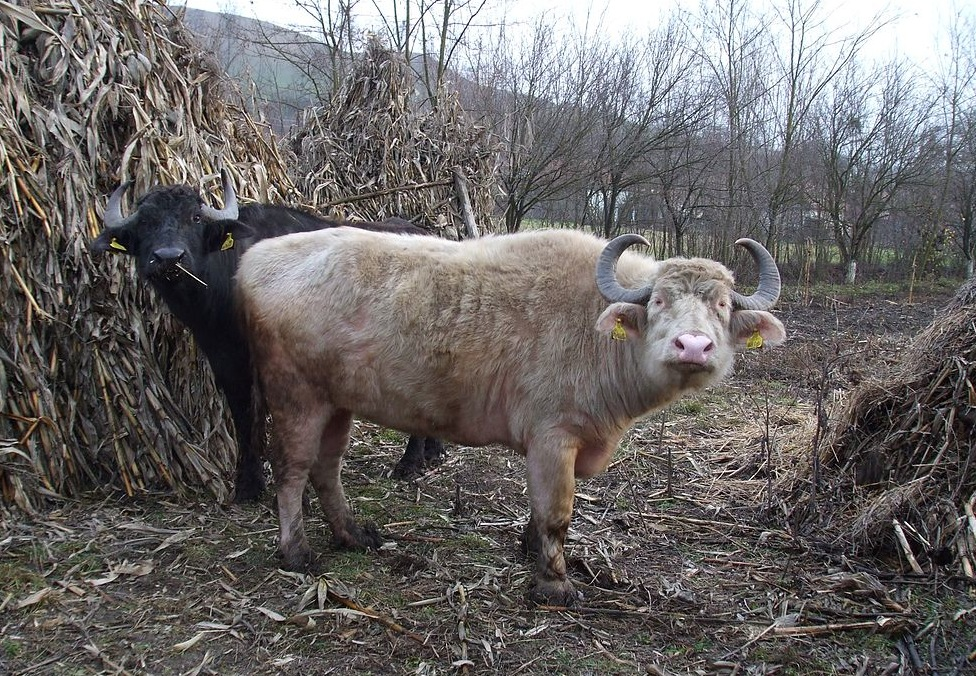
Bivol

Vițel în grajd

- Creșterea bivolilor. Originar din India, bivolul a pătruns în Transilvania în a doua jumătate a secolului al XVIII-lea. În sat este atestat pentru prima dată într-o foaie de zestre din anul 1852 sub forma "una vitia de bibola"[17] astfel că după 34 de ani, bivolul era prezent deja în 10 gospodării[18]. Puțin pretențios, rezistent la boli și înlocuind cu succes boul la jug, însă "rău la căldură" bivolul și bivolițele s-au impus și prin producția lor de lapte relativ ridicată (900 - 1800 litri într-o perioadă de lactație). Pentru aceste calități creșterea bivolilor a cunoscut o largă răspândire, între cele două războaie mondiale numărul lor depășind 700. La sfârșitul secolului al XX-lea numărul lor a scăzut simțitor din cauza mecanizării agriculturii și al apariției soiurilor superioare de vaci, bivolii fiind folosiți numai pentru lapte(procentul de grăsime este cuprins între 5 și 8%).
- Creșterea cailor. Anterior înființării graniței militare, calul a fost întâlnit rar în gospodăriile satului atât din cauza legiuirilor feudale[19], cât și din teama proprietarilor lor de a fi impuși la rechiziții, luați la oaste precum și la efectuarea de cărăușii. După primul război mondial racovicenii au început să crească pentru comercializare cai de rasă, ca urmare a apariției în Sibiu de unități militare de cavalerie și artilerie. Crescători vestiți de cai au fost:Laurean Balea, Dionisie și Gheorghe Crișan, frații Aurel și Ioan Hulpuș, Ioan Panga și mulți alții. Apariția carburanților și mecanizarea agriculturii de la mijlocul secolului al XX-lea, a dus aproape la dispariția acestor animale din peisajul economic al satului.
  - Catârul și măgarul. A fost crescut în numar foarte redus doar în gospodăriile țigănești.
- Creșterea oilor. Cu toate că satul este așezat în imediata apropiere a munților, din documentele vremurilor se poate deduce că racovicenii nu s-au ocupat niciodată de creșterea oilor în adevăratul înțeles al cuvântului[20][21](ci doar de ordinul zecilor), necesarul de lână și brânză pentru nevoile proprii fiind asigurat din satele Boița, Tălmăcel, și Sadu precum și din "Târgu Sibiului". După "colectivizarea" din 1950 în cadrul fermei înființate, oile erau pășunate vara în munții "Suru" și "Jidu", iar în rest în preajma saivanelor construite "Peste Olt" și "La Bradu".
- Creșterea caprelor. Tradiția orală consemneaza că "vaca săracului" se întâlnea aproape în fiecare gospodărie. În secolul al XX-lea, numărul caprinelor a oscilat fără a depăși suta.
- Creșterea porcilor. Aceștia sunt crescuți în fiecare gospodărie, soiurile cele mai întâlnite sunt: Bazna, Mangalița, York și Marele Alb. În trecut porcii se îngrășau la jir sau la ghindă în pădurile satului unde rămâneau de primăvara până iarna. În conscripția "părții iobăgite" a satului din 1765 se consemnează că numai pădurile din "Valea Lupului" asigurau "în sezon" hrana pentru 400 - 1000 porci. O data cu tăierea pădurilor și cu apariția culturilor intensive de porumb și cartofi, practica a fost abandonată, porcii fiind îngrășați în gospodărie.
- Creșterea păsărilor. În ogrăzile racovicenilor au predominat găinile, rațele, gaștele și mai rar bibilicile, curcile sau porumbeii.

O sinteză a numărului de animale crescut de-a lungul anilor în Racovița, se poate observa în tabelul următor:

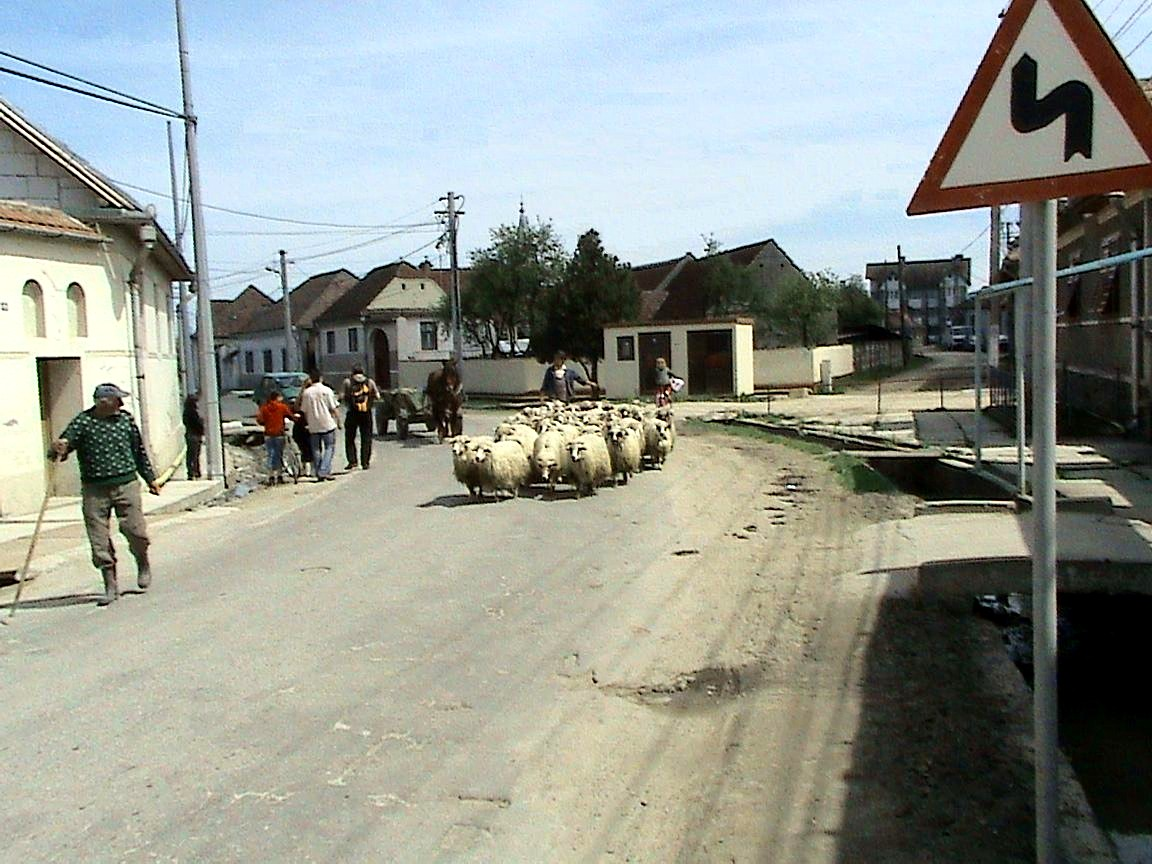
Hudița "La Chirion" (Cu oile prin sat)

| Anul | Boi        | Vaci       | Bivoli     | Cai        | Oi   | Capre      | Porci | Găini      |
| ---- | ---------- | ---------- | ---------- | ---------- | ---- | ---------- | ----- | ---------- |
| 1698 | 217        | 146        | lipsă date | 83         | 222  | lipsă date | 205   | lipsă date |
| 1721 | 194        | 123        | lipsă date | 99         | 674  | lipsă date | 193   | lipsă date |
| 1748 | 339        | 81         | lipsă date | lipsă date | 381  | lipsă date | 352   | lipsă date |
| 1755 | 487        | 179        | lipsă date | lipsă date | 392  | lipsă date | 43    | lipsă date |
| 1851 | 229        | 407        | lipsă date | 123        | 519  | 200        | 732   | lipsă date |
| 1895 | 892        | lipsă date | lipsă date | 127        | 862  | 140        | 750   | lipsă date |
| 1927 | 228        | 336        | 603        | 275        | 1475 | lipsă date | 760   | lipsă date |
| 1941 | lipsă date | 322        | 930        | 212        | 621  | 9          | 481   | 3085       |
| 1980 | lipsă date | 71         | 363        | 85         | 278  | 39         | 365   | 4703       |

- Hudița "La Chirion"
(Cu oile prin sat)

## Pomicultura, Viticultura, Apicultura, Legumicultura
Pomicultura.
Deși încă de la sfârșitul secolului al XVIII-lea în sat sunt consemnate grădini întinse de pomi, au fost puțini racoviceni care au reușit să obțină fructe și pentru comercializare. Ei erau proprietarii unor ogrăzi situate în "Valea Lupului", "Racovicioară" și "După Dealu Brăniștii", câțiva din ei fiind: Ioan Cîndea, Ioan Gusan, Mărtinean Limbășan, Iosif Murărescu, Ștefan și Emilian Stoica precum și Petru Florianu zis "Pătruț" care avea grădina din "capu satului", teren care a fost expropiat și pe care s-a construit Cooperativa Agricolă de Producție (C.A.P.).

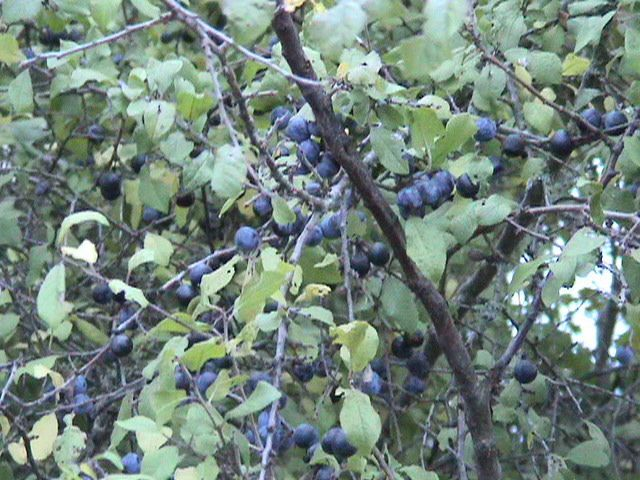
Prun

În mod curent se întâlnesc mărul, părul și prunul și doar sporadic cireșul, vișinul, nucul, frăgarul și zarzărul. Dintre arbuștii fructiferi prin grădini se întâlnesc doar agrișul și rozânchinul. Localnicii fac semipreparate din fructe cum sunt "liurul"(mustul de mere) și chisălița(din prune), la loc de cinste se situează însă magiunurile de prune numite "miere" sau "lictar". Pentru iarnă fructele se uscau în "coșare" sau în cuptor, devenind cunoscutele "poame" consumate în zilele de post. Frecvent, fructele au fost folosite și pentru prepararea țuicii, în 1851 fiind consemnate 23 de instalații.
În anii de "glorie" ai C.A.P.-ului s-au executat plantații întinse de pomi pe "Valea Lupului", în 1978 acestea însumând 70ha de pe care s-au recoltat 48 tone de fructe, cu toată "dijma" luată din ele atât de către localnici cât și de către urși...

Pungă de boștănăriță, utilizată în apicultură

Viticultura. Vița de vie se cultivă doar lângă casă și sporadic pe terenurile mai înalte ale satului. Se pare însă că viticultura a cunoscut o răspândire mai largă în trecut dacă se analizează toponimele terenurilor consemnate în conscripția din anul 1765 : "Calea viilor", "După coasta viilor", "Fața coastei viilor" etc. Precizarea ce trebuie făcută este că în această conscripție se menționează termenul de "Vineae hic Loci nullae", adică prezența viței de vie era deja dispărută din culturile satului.
Deoarece toponimele menționate nu mai sunt vii în graiul racovicean, este de presupus că viile în speță au fost cultivate pe locurile numite astăzi: "Dealu Morii", "La Pușcărie", "Pe Hume", "Pe Față" și "La Portișoară", pe soluri mai mult sau mai puțin calaroase cu largi expuneri sudice sau sud-vestice, propice unor astfel de culturi.
Apicultura. Toate conscripțiile cunoscute până în prezent consemnează în sat prezența stupilor de albine. Astfel putem menționa că în conscripția "părții scăunale" din 1721 numărul acestora era de 393 de coșnițe, și în 1765 localnicul Popa Stan deținea singur 100 de coșnițe.După anul 1900 racovicenii au început să practice un stupărit sistematic înlocuind coșnițele cu stupi moderni mult mai productivi, amplasându-i în ogrăzile pe care le dețineau în zona pădurii "Braniștea". O dată cu chimizarea agriculturii și a imposibilității practicării unui stupărit pastoral, numărul stupilor de albine s-a diminuat simțitor cu trecerea anilor, ajungând în 1980 doar la 28 de familii de albine. Printre principalii proprietari ai acestora sunt: Octavian Mînduc, Ștefan Stoica și Ioan Comșa.
Legumicultura.Cultivate doar în "grădinuțele" de pe lângă case și rar "În cânechiști" sau "În verzării", legumele au fost și au rămas întotdeauna sub nevoile de consum ale populației. În trecut acest deficit se echilibra prin cumpărarea lor de la renumiți grădinari ce veneau să-și vândă marfa în "Plațu Ariștii": "sârbii" sau "bulgarii" din Bradu, Tălmaciu sau chiar din Bungard.
Principalele legume cultivate sunt: salata, fasolea, ardeiul, "părădăicile"(roșiile), castraveții, ceapa, dovlecii și "aiul"(usturoiul) iar dintre rădăcinoase: morcovul, pătrunjelul, "țelenul"(țelina), "păstrănacul", "hireanul"(hreanul) și "napul turcesc". Dintre plantele aromatice mai cunoscute sunt: cimbrul, leușteanul, mărarul și tarcănul.

## Pădurile
Pădurile erau în trecut mult mai întinse decât acum, astfel în 1885 ele cuprindeau o suprafață de 2372 jugăre(cca 1365ha).
Tradiția orală confirmă că până la sfârșitul secolului trecut, pădurile de fag de pe "Valea Lupului" coborau spre sat până deasupra "Răzurelelor", în timp ce "Braniștea" se unea cu "Arinii", care coborau și ei până la actualul drum județean Tălmaciu - Racovița - Avrig unde se întâlnea cu crângurile de sălcii din lunca Oltului, pe care râul le delimita de "Pădurea Ciorului".
După cum se știe tot din tradiția orală și din documente, racovicenii au avut în trecut proprietăți și în "Pădurea Surului" situată pe terenurile comunei Avrig, precum și alte proprietăți de același fel cum au fost pădurile din "Dealu lu Bogdan" și "Ruginile" de la izvorul "Mîrșei".
Stăpânite în trecut de către numeroși "domni de pământ" de care satul n-a dus lipsă, o parte din păduri au fost folosite și de către localnici în "devălmășie"(împreună) până în anul 1948 când ele au fost expropiate în întregime trecând în proprietatea statului.
Principalele păduri ale satului sunt:
- Păduri existente și astăzi.
  - "Braniștea", fostă "Pădure Domnească" ce avea o suprafață de cca 1150 jugăre, a fost răscumpărată după anul 1889 de la "Naltu Erariu"[39] de către 266 familii de foști grăniceri și a fost ulterior administrată în cadrul unui "composesorat" până în 1948[40].
  - Pădurea comunală ce este formată din trei suprafețe distincte: "Valea de cătă Braniște", "Valea de cătă Șăghiș" și "Racovicioara". În trecutul apropiat li s-au adăugat: "Botoroaga", "Priporul" și "Tărcauăle", azi transformate în mare parte în lăstărișuri de unde racovicenii își procură "jăpoi", sau în terenuri de pășunat.
- Păduri dispărute, transformate în terenuri arabile sau pășuni.
  - "Mlăcile". Pădure situată cam pe unde sunt azi "Găorile" din "Arini".
  - "Siliștea". Pădure situată în "Arini" pe locul numit azi "În Rudari"[41].

Pădurarii ce au păzit aceste păduri, enumerați în ordine cronologică începând din a doua jumătate a secolului al XVIII-lea, numiți generic "brănișteri", sunt: Oprea Zaharie, Pavel Totan, Ioan Maxim, Ioan Muntean, Filip Trif, Nicolae Trif, Nicolae Vasiu, Nicolae Sîrbu, David Popa, David Maxim, Gheorghe Foarcoș, Ioan Căbunea, Nicolae Bucur, Gheorghe Rășinar, David Olar, Nicolae Fogoroș, Ioan Fogoroș, Ioan Rusu, Miron Popa, Gheorghe Brătilescu senior și Gheorghe Brătilescu junior.

## Fânețele și Pășunile

Pășunatul oilor pe Valea Lupului

Fânețele.În general fânețele din regiunea Racoviței au o productivitate mediocră mai ales în anii în care nu sunt gunoite. Ele sunt bine localizate în peisajul satului sau sunt de mica întindere intercalate printre alte culturi. Cele mai cunoscute fânețe, numite de locuitori "fânațuri", sunt "Luncile lui Bălan", "Luncile Braniștii", "La Cărămizi", "Su Braniște", "Valea Lupului" și "Racovicioara".
Deseori unele familii de racoviceni au folosit drept fânețe ogrăzile, mai ales cele dinspre pădure. Peste douăzeci de ogrăzi purtând numele proprietarilor lor, în perioada de după "colectivizare", au fost desființate, urmând ca Legea nr. 18/1991 să le acorde statutul avut anterior anului 1950.
Pășunile. În calitatea lor de renumiți crescători de vite, racovicenii s-au îngrijit întotdeauna de asigurarea unor terenuri cât mai întinse și cât mai adecvate pășunatului. Ele au fost obținute prin lăzuirea succesivă a unor păduri, ultimele care au căpătat acest statut fiind "Priporul" și "Arinii". Ca și fânețele, pășunile au fost și au rămas până azi slab productive și terenurile de pășunat au fost suplinite deseori cu pășunatul pe miriști, pe ogoare, prin porumbiștile culese iar în situațiile de secetă chiar și prin păduri.
Este de subliniat faptul că până în 1914, racovicenii au folosit intens pășunatul din muntele "Racoviceanu", parte componentă a muntelui "Suru", despre care un document din 1777 ne spune că era "abundent". Astfel, în 1784 au pășunat aici 960 oi, 639 bovine și 209 porci.

## Comerțul

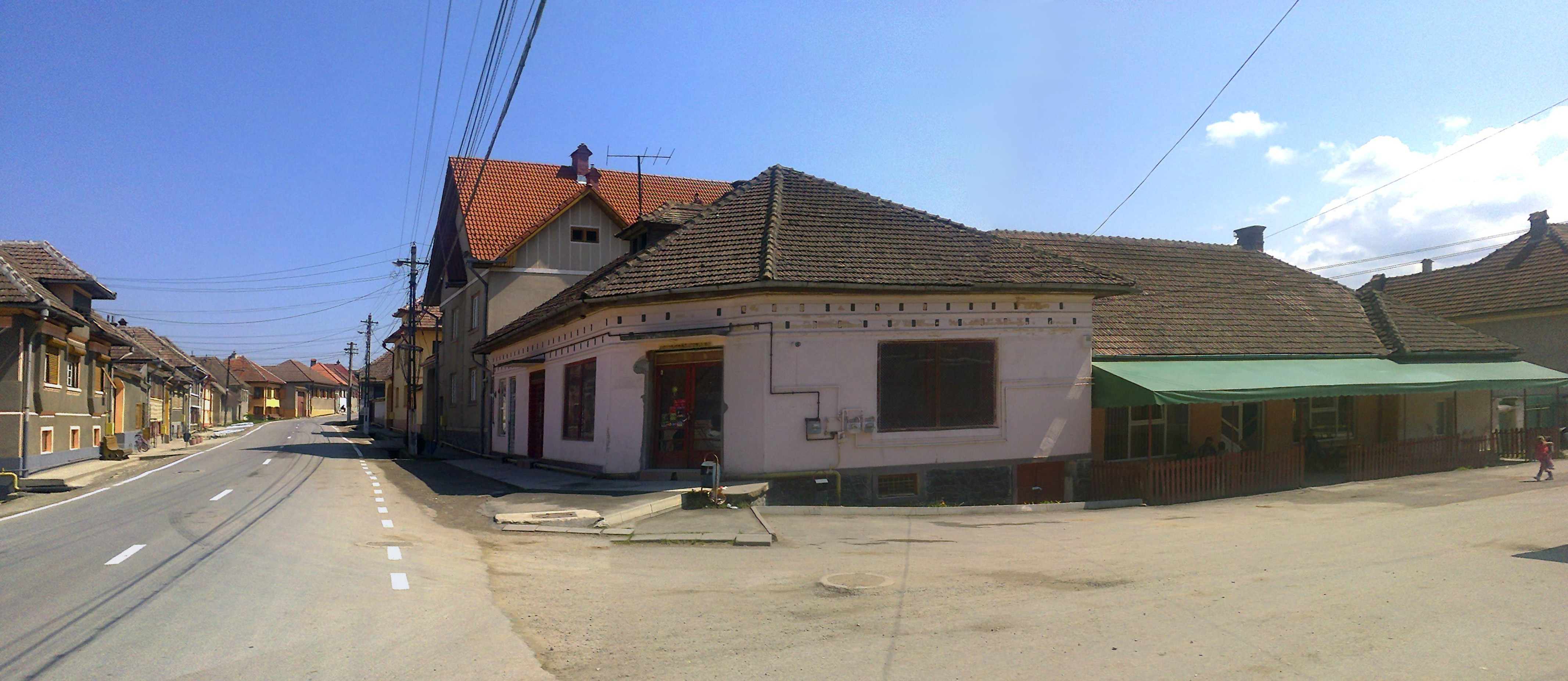
Magazinul central și Crâșma satului

Economia feudală de tip închis care a caracterizat satul tradițional, a determinat producerea în cadrul fiecărei gospodării a majorității produselor necesare traiului. Foarte rar se apela la produse "din afară", care se procurau din:
- Magazinele din sat, numite și "bolte".
- Magazinele din Sibiu, unde se ajungea destul de rar.
- "Târgul" din sat.
- "Târgurile" din satele vecine.
- "Târgul" din Sibiu ce se ținea în fiecare toamnă la 1 septembrie.
- Comerțul ambulant.

Produsele necesare ce nu puteau fi confecționate în gospodăriile proprii, racovicenii le procurau pe bani, cereale, alimente sau furaje, pe "zdrențe" în sistem de troc în cazul comerțului ambulant. În trecut, racovicenii n-au cunoscut o viață economică atât de prosperă, generatoare de produse în gospodăriile proprii astfel încât să existe un surplus destinat vânzării. În mod frecvent se vindeau doar lemne de foc, scoarță de arine, vite, fructe de pădure, furaje și mai rar păsări și ouă, lapte, fructe și pânză de cânepă.
O pondere însemnată în comerțul local o deținea produsele din lemn ca: dricuri de car, juguri, obede, grindeie de plug, greble, furci, "coșuri" și "leși" pentru căruțe, "țâchiri și chelteauă"(coșuri) de diferite mărimi și forme, produse în special de "băieșii" din capătul satului. Alte produse din lemn ca: linguri, fuse, mosoare, troci și trocuțe, aveau însă o pondere mai scăzută în "balanța comercială" a satului.
- Boltele, așa cum au fost cunoscute în trecut, "prăvălioarele sătești" cu o activitate mai mult sau mai puțin îndelungată, vindeau: sare, "zahar", "hurez", "arpăcaș", "tabac" și țigări, mirodenii, potcoave pentru cai, fiare de plug, stămburi, arniciuri, bumbac, "păpuci", pălării de paie sau postav, opinci precum și nelipsitele "borboane"(bomboane) pentru copii. Funcționând în casele proprii, acestea se aprovizionau cu mărfuri, adesea pe datorie("pe cont"), fie din prăvăliile renumite din satele vecine cum era cea a Caterinei din Sebeșu de Sus sau a lui Rotaru, Schitea sau Spîrlea din Avrig, fie din Sibiu de la cunoscutele magazine ale lui Floașiu, Jikeli sau Misselbacher. Principalele bolte care au funcționat în sat începând cu ultimele decenii ale secolului al XIX-lea au fost următoarele:
  - "La Maria Costea", care se ocupa și cu comerț de cereale și lemne de foc.
  - "La Domnu' din Deal", cunoscut și sub numele de "Domnișoru", boltă care a funcționat în actuala casă a locuitorului Nicolae Trif(Laia lu Lăică).
  - "La Andreoaica", soția lui Andrei Mărginean, zis "Roajdă", în vechea casă a lui Iordan Ionuș.
  - "La Urdă", prăvălioară cunoscută și sub numele de "Bolta lu Nae" ce se află pe "Hudița Bisericii", pe curtea unde locuiește azi Lăurean Stoichiță.
  - "La Dănilă", vizavi de actuala Casă parohială.
  - "La Raț, boltașu", în "Ulița Donului".
  - "La Tălmăceanu", tot pe "Ulița Donului", în actuala casă a locuitorului Mihai Rusu.
  - "La Italianu"(Giusepe Alguati), într-o clădire dispărută astăzi, vizavi de actualul Magazin sătesc.
  - "La Zarepta", alături de cea a "italianului", unde mai apoi a fost și o cunoscută cârciumă.
  - "La Nicolae Fogoroș", în "Ulița a Mare" pe actuala curte a lui Valeriu Fogoroș.
  - "La Ferenț", pe "Vale-n Sus", boltă ținută un timp de locuitorul Dionisie Vasiu(Nisa Teiului), pe actuala curte a lui Ioan Limbășan.
  - "La Hulpuș", în imediata apropiere a celei de mai sus.
  - "La Nisa lu Iojă", tot pe "Vale-n Sus", ținută de Dionisie Sîrbu.
  - "La Chiva Sîrbului", vizavi de biserică.
  - "La Ghighi", în actuala casă a lui Virgiliu Fogoroș.
  - "La Salomia", pe "Ulița a Mare" unde a funcționat și o cârciumă.

De menționat faptul că ultimele "bolte" din sat și-au încetat activitatea o dată cu apariția "Magazinului cooperației de consum", respectiv a "Cooperativei" comuniste ce a precedat actualului "Magazin sătesc".
- "Crâșmele". Pe lângă "Crâșma comunală", în sat au mai funcționat și "crâșme" particulare, în care se vindeau diferite "beuturi", aduse de la "firme" de profil din Sibiu: Thomas, Luther, Czel și Fronius, sau de pe Târnave și Drăgășani:
  - "La Fogoroș", în hudița unde acuma este locuința lui Aurel Fogoroș.
  - "La Toma", unde a funcționat și "bolta" Salomiei.
  - "La Barom", în fosta locuință a lui Ioan Săbăduș.
  - "La Aurelu lu Avram", lângă "Podu Văii".
  - "La Laia Todii", pe actuala curte a lui Ioan Măierean.
  - "La Zarepta".
  - "La Suciu", pe "Ulița Donului", în actuala clădire a lui Suciu Nicolae, unde în mod frecvent se organiza și "Jocul".
  - "La Nisa lu Fogoroș", pe "Vale-n Sus", în actuala gospodărie a lui Cornel Fogoroș.
  - "La Filon", in actuala casa a lui David Olaru de pe "Vale-n Sus" care a functionat între anii 1938 - 1950, vestită atât pentru "pavilonul" ei de "Joc" cât și pentru prima stație de amplificare din sat, înlocuia adesea cu succes "diplașii"(cei ce cântau) absenți.
  - "La Băloiu", pe "Vale-n Sus", "crâșmă" vestită pe la începutul secolului al XX-lea, frecventată cu deosebire de către racovicenii care mergeau sau se întorceau din pădure. Tradiția orală consemnează că un căruțaș vestit "Nițu lu Șoner" care își "cinstea" caii aici, de fiecare dată când trecea pe la poarta ei, cu câte un "deții" de rom pe fiecare, astfel încât caii prinzând gustul băuturii se opreau întotdeauna la poarta cu pricina, ca și confratele lor din cunoscuta "Baladă" a lui Topîrceanu.

- "Măcelariile". Deși necesarul de carne, racovicenii l-au asigurat întotdeauna prin sacrificarea păsărilor sau a animalelor mici din gospodăriile propri, în trecut au funcționat și câteva măcelarii private numite local "fleșării", care vindeau carnea adesea pe datorie și la preț mic. Printre fleșarii cunoscuți ai satului s-au numărat: frații Andrei și Axente Bobanga, David Raț, Dionisie Rusu și Gheorghe Sălăgean.

- "Târgul comunal". Un element inedit în comerțul racovicean în perioada anilor 1924 - 1946 l-a constituit târgul de vite și de mărfuri care se ținea în sat în zilele de 9 martie și 20 august ale fiecărui an[46]. Depășind interesul local, târgul constituia un veritabil punct de atracție pentru locuitorii satelor din jur, care veneau la el pentru a vinde sau a cumpăra vite și mărfuri diferite de pe la pitoreștile "șetre" sau doar pentru a vedea "cum umblă târgul". Târgul era împărțit în două locații:
  - "Târgul de vite", care se ținea la capătul satului la fosta Haltă Racovița, motiv pentru care acestui teren i s-a păstrat până astăzi numele sub forma "În târg".
  - "Târgul de mărfuri" care se desfășura în "Plațul Ariștii" din mijlocul satului, spațiu ce devenea în acele zile neîncăpător.

- "Comerțul ambulant". Era practicat aproape în toate anotimpurile de negustori care își strigau marfa pe ulițele satului, marfă adăpostită în căruțele lor "cu coroabă", trase de cai amărâți, sau etalată pe jos în "Plațul Ariștii". Aceștia erau:
  - Olarii de prin părțile secuiești, care vindeau vase de lut, oale sau "căldărușe"(ceaune) din fontă, vase emailate precum și diverse obiecte de sticlărie.
  - "Grecii" care ofereau gospodinelor tot felul de mărunțișuri, articole de toaletă, arniciuri și copiilor râvnitele smochine și "roșcobe"(roșcove). "Adesea de dragul unor astfel de bunătăți, unii copii n-au precedat în a-și vinde chiar și izmenele de pe ei".
  - "Ciubărarii" din Munții Apuseni și în special cei din zona Băii de Criș, unde în primele decenii ale celei de a doua jumătăți a secolului al XIX-lea a îndeplinit funcția de notar, un racovicean, Gheorghe Murărescu din neamul celor "ai lui Grigolaș".
  - "Găzarii" de prin părțile Câmpinei, ce vindeau gaz lampant și păcură pentru unsul roților de car.
  - "Mărginenii" din Tălmăcel și Sadu ce veneau duminicile și în zilele de sărbătoare în "Plațul Ariștii" și vindeau: scânduri, "lați", grinzi, "fostăne", caferi și "margini".
  - "Săsoici" din Bungard, Tălmaciu sau Bradu care vindeau "sămânțuri" sau legume.
  - Țiganii:
    - Cei "ungurești" ce ofereau obiecte de sticlărie și podoabe.
    - "Cortorarii", vindeau spoitoare, fărașe, căldări, tăvi și chiar "scocuri" (burlane).

## Căile de comunicație

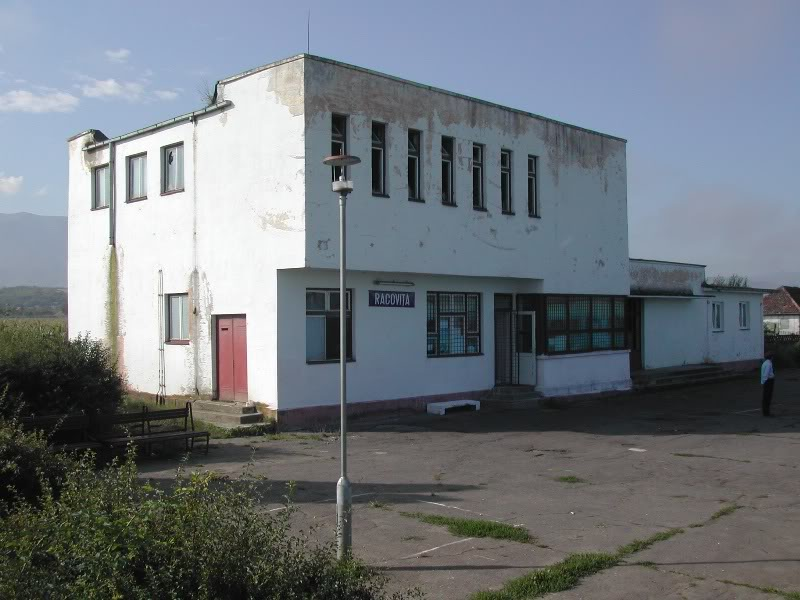
Stația de tren a Racoviței

Apărute din necesități vitale social-economice, căile de comunicație care împânzesc hotarul satului într-o rețea cu o bogata configurație, au cunoscut în decursul vremurilor o permanentă evoluție, de la simple "cărărușe" până la drumul asfaltat care trece prin mijlocul satului.
Până în 1945 legătura cu Bradu era asigurată de un drum vicinal, devenit "fără obiect" după desființarea "corabiei"(bacului) prin intermediul căreia locuitorii celor două comunități puteau să treacă Oltul, legătura cu cele două Sebeșe din vecini făcându-se pe "Calea Hotărălului". În hotar, cele mai importante căi de comunicație sunt următoarele "căli":
- "Calea de pe Șantu Șaghișului".
- "Calea de pe Racovicioară".
- "Calea de pe muchia Racoviciorii".
- "Calea de pe Valea Lupului".
- "Calea Brăniștii".
- "Calea Vâlcelelor".
- "Calea Humelor".
- "Calea Butineiului".
- "Calea din Cenușă".

Între anii 1971 - 1977, în vederea exploatării intensive a pădurilor satului, s-a construit drumul forestier de pe "Valea Lupului", cu o ramificație spre pădurea "Braniștea".
În toamna anului 1892, s-a dat în folosință calea ferata Sibiu - Făgăraș - Brașov care trece prin imediata apropiere a satului. Inițial Racovița a fost deservită de Halta Sebeș - Olt. Din anul 1941, la marginea satului a început să oprească "trenul Mârșii", iar începand cu primavăra anului 1944 și unele trenuri personale în contextul în care, în Racovița a fost evacuată o parte a personalului "Direcției atelierelor C.F.R." din București.
În anii următori, "La Rampă" s-a construit o haltă care a funcționat până în anul 1976, când s-a construit actuala clădire a gării.